# Rezerwat przyrody Skwarne Bagna
Artykuł ten został zgłoszony do umieszczenia na stronie głównej w rubryce „Czy wiesz”.
Pomóż nam go sprawdzić: oceń zgłoszoną nominację.
Rezerwat przyrody Skwarne Bagna – leśny rezerwat przyrody położony na terenie gminy Cegłów w powiecie mińskim (województwo mazowieckie).

## Powołanie
Obszar chroniony utworzony został 17 kwietnia 2025 r. na podstawie Zarządzenia Regionalnego Dyrektora Ochrony Środowiska w Warszawie z dnia 31 marca 2025 r. w sprawie uznania za rezerwat przyrody Skwarne Bagna (Dz. Urz. Woj. Mazowieckiego z 2025 r., poz. 3374). Powstał w ramach inicjatywy „100 rezerwatów na 100-lecie Lasów Państwowych”.

## Położenie
Rezerwat ma 16,68 ha powierzchni, a jego otulina – 64,26 ha. Obszar chroniony znajduje się w obrębie ewidencyjnym Mienia, na południe od zabudowań Cegłowa i Skwarnego. Pod względem fizycznogeograficznym znajduje się na Wysoczyźnie Kałuszyńskiej, a pod kątem organizacji lasów – w nadleśnictwie Mińsk. Leży w granicach Mińskiego Obszaru Chronionego Krajobrazu.

## Charakterystyka
Celem ochrony rezerwatowej jest „zachowanie kompleksu wodno-torfowiskowego z przyległymi lasami i borami wilgotnymi”. Ze względu na dominujący przedmiot ochrony typ obszaru chronionego określono jako biocenotyczny i fizjocenotyczny, a podtyp – biocenoz naturalnych i półnaturalnych, natomiast ze względu na główny typ ekosystemu typ określono jako różnych ekosystemów, a podtyp – lasów i torfowisk.
Rezerwat chroni torfowisko wysokie przejściowe. Występują tu siedliska przyrodnicze Natura 2000 3150 Starorzecza i naturalne eutroficzne zbiorniki wodne ze zbiorowiskami z Nympheion, Potamion. Na terenie rezerwatu zidentyfikowano przede wszystkim grąd subkontynentalny Tilio-Carpinetum, a w pobliżu bagien ols torfowcowy Sphagno squarrosi – Alnetum i ols porzeczkowy Ribeso nigri – Alnetum. Do cennych gatunków flory należą bagno zwyczajne i torfowce, w tym torfowiec błotny.
Według stanu na sierpień 2025 rezerwat nie ma wyznaczonego planu ochrony ani zadań ochronnych. Za główne zagrożenia uznano potencjalną działalność człowieka w zagospodarowaniu przestrzennym okolicy, w tym zaśmiecanie terenu, spadek poziomu wód gruntowych i susze, przed czym ma chronić otulina.